# تاكيهيتو كوياسو
تاكيهيتو كوياسو (子安武人 كوياسو تاكيهيتو) هو مؤدي أصوات ياباني ولد في 5 مايو 1967 في يوكوهاما.

## أدواره في الأنمي

### مسلسلات أنمي تلفزيونية
- طاغية الحب - ملك الشياطين
- التقرير المتنقل الجديد جاندام وينج - زيكس ماركيز/ميلياردو بيسكرافت
- البدلة المتنقلة جاندام سيد - مو لا فلاغا
- البدلة المتنقلة جاندام سيد ديستني - نيو لورنوك
- ذا غالكسي ريلويز - بروس جاي سبيد
- البدلة المتنقلة جاندام إيج - فريديريك آلجرياس
- جاندام: ريكونجيستا G - لا غو
- الرقيب كيرورو - الرائد كورورو
- نيورو نوغامي المتحري الشيطاني - نيورو
- تو لاف-رو - زاستين ديفيلوك
- سلايرز - ريزو الساحر الأحمر، مستنسخ ريزو، زانافار
- سلايرز ريفولوشن - ريزو الساحر الأحمر
- سلايرز إيفولوشن-آر - ريزو الساحر الأحمر
- يوغي: مبارزة الوحوش - آركانا
- يوغي GX - سارتوريوس
- ياكيتاتي!! جابان - ريو كوروياناغي
- زعيم المحاربين - فاوست الثامن
- زعيم المحاربين (2021) - فاوست الثامن
- ساموراي تشامبلو - أومانوسكي
- ساموراي 7 - أوكيو، الإمبراطور
- نادي مضيفي ثانوية أوران - ريوجي فوجيوكا/آنسة رانكا
- سول إيتر - إكسكاليبر
- إينوياشا - غاتينمارو
- خيميائي الفولاذ - لوجون
- خيميائي الفولاذ: فل ميتال ألكيميست - شقيق سكار
- يو يو هاكوشو - أساتو كيدو
- هلسينغ - لوك فالنتاين
- بليتش - بيشي غاتيشي
- ون بيس - آوكيجي/كوزان
- باكانو! - لاك غاندور
- جت باكرز - جوبي كاكي
- سبيد غرافر - كاتسويا شيروغاني
- المعلم الساحر نيغيما! - ناغي سبرينغفيلد
- عروس سيتو - شارك فوجيشيرو
- بيرسونا ترينيتي سول - ريو كانزاتو
- نيون جينيسيس إيفانجيليون - شيغيرو آوبا
- الكونت والجنية - كيلبي
- كابتن ماجد: الطريق إلى 2002 - بسام
- إينيشيال دي - ريوسكي تاكاهاشي
- إينيشيال دي Second Stage - ريوسكي تاكاهاشي
- إينيشيال دي Fourth Stage - ريوسكي تاكاهاشي
- إينيشيال دي Fifth Stage - ريوسكي تاكاهاشي
- سايونارا زتسبو سينسيه - كي إيتوشيكي
- زوكو سايونارا زِتسبو سينسيه - كي إيتوشيكي
- زان سايونارا زِتسبو سينسيه - كي إيتوشيكي
- جرافيتيشن - ساكانو
- فايس كرويتز - أيا/ران فوجيميا
- فايس كرويتز غلين - أيا/ران فوجيميا
- لافليس - ريتسو مينامي
- إكسل ساغا - إل بالازو
- غينتاما - شينسكي تاكاسوغي
- سبايدر رايدرز - إيغنيوس
- روزاريو + فامباير - نازو كوموري
- روزاريو + فامباير CAPU2 - نازو كوموري، كوتارو إيجوين
- سنغوكو باسارا -ساروتوبي ساسكي
- سنغوكو باسارا تو - ساروتوبي ساسكي
- بوبوبو-بو بو-بوبو - بوبوبو-بو بو-بوبو
- جانجريف - بالابرد لي
- NEEDLESS - أدام بليد
- فاينل فانتسي: أنليميتد - بيست شاز الحادي عشر
- بوكيمون - بوتش
- بوكيمون أدفانس - بوتش
- بوكيمون دياموند/بيرل - بوتش
- ريد غاردن - إيرفي جيرارد
- غاد غارد - تاكيناكا
- أراكاوا أندر ذا بريدج - سيستر
- أراكاوا أندر ذا بريدج x بريدج - سيستر
- أكاديمية أوكالت - جاي كاي
- حفيد نوراريهيون - كيوسو
- أميرة القناديل - هاناموري
- المعركة الحديدية بي بليد - عزّام
- باكومان - كوجي يوشيدا
- ليفل E - كرافت
- فرسان الأرض - التنين الأصفر
- بنغويندرام - كينزان تاكاكورا
- غيلتي كراون - شيبونغي
- أوتينا فتاة الثورة - توغا كيريو
- يوميات المستقبل - كورو أمانو
- مغامرة جوجو الغريبة - ديو براندو
- مغامرة جوجو الغريبة: ستارداست كروسيدرز - ديو
- فالفريف الثوري - أماديوس ك. دورسيا
- نيسيكوي - كلود
- نيسيكوي: - كلود
- سورد آرت أونلاين - نوبويوكي سوغو/أوبيرون
- تيلز أوف ذي أبيس - جايد كيرتيس
- الآلي السليم دايميدالر - كازوؤو ماتايوشي
- كيشين هوكو ديمونبين - وينفيلد
- التلميذ المتخلف في ثانوية السحر - تاتسورو شيبا
- فوؤن إيشين دايشوغن - هيتوتسوباشي شيغيوشي
- الخيانة تعرف اسمي - تاكاشيرو غيو
- ميكاكوسيتي أكتورز - تسوكيهيكو
- مارفل ديسك وورز: المنتقمون - ديدبول
- آيدولماستر - تاكاو كوروي
- فرسان سيدونيا - أوتشياي
- فرسان سيدونيا: معركة الكوكب التاسع - أوتشياي
- شيروباكو - تسويوشي ماكورادا
- وورلد بريك السيف المقدس - شارل سان جيرمان
- فارس المنطقة - أكيتو هوريكاوا
- جانسلينجر ستراتوس - آرون بوروز
- شوكوغكي نو سوما - غين دوجيما
- شوكوغكي نو سوما: الطبق الثاني - غين دوجيما
- شوكوغكي نو سوما: الطبق الثالث - غين دوجيما
- شوكوغكي نو سوما: الطبق الثالث: قطار توتسوكي - غين دوجيما
- كرة سلة كوروكو - ناوتو سانادا
- فصل الاغتيال - غاسترو
- أوشيو و تورا - تايورا
- ماجيك كايتو 1412 - ألان كارتيي
- سينت سيا - وايفرن رادامانتيس
- كونكريت ريفولوتيو: فنتازيا الخوارق THE LAST SONG - أب-داون
- وادي الأمان - هادي
- ري:بداية الحياة في عالم آخر من نقطة الصفر - روزوال إل. ميذرز
- تيلز أوف زيستيريا ذا كروس - لونار
- هجوم العمالقة Season 2 - العملاق الأشعث
- هجوم العمالقة Season 3 - العملاق الأشعث، زيك ييغر
- هجوم العمالقة The Final Season - زيك ييغر
- ماغي: مغامرات سندباد - بارباروسا
- يوكيو هولدر! - ناغي سبرينغفيلد
- هاكاتا تونكوتسو رامنز - شوتارو هارادا
- راديان - غريم
- عوليس: جان دارك و الفارس الخيميائي - إنليل
- إندكس معينة خاصة بالسحر III - نايت ليدر
- قبضة السماء الزرقاء REGENESIS - ليو فيان
- المحقق كونان - توشيناري شيغا (قصة حب شرطة العاصمة)
- فيوليت إيفرغاردن - كلوديا هودجينز
- شريطة هيمي تشان - سي أريساكا
- كاكيغوروي xx - هورو جومارو
- صعود مهووسة الكتب - بينو
- سيف قاتل الشياطين - شيطان اليد
- دوروهيدورو - الساحر المذيب
- إعادة تجسيدي في هيئة هلام - كلايمان
- سكيت - أدام
- ساكورا تايسن - يويتشي كاياما
- عمّي من العالم الآخر - العم
- جوجوتسو كايسن  - توجي زينين

### أنمي الإنترنت
- مونستر سترايك - نيرفانا
- باكي (2018) - دويل

### أوفا أنمي
- التقرير المتنقل الجديد جاندام وينج: إندليس والتز - زيكس ماركيز
- طوكيو بابيلون - سيشيرو ساكورازوكا
- فايس كرويتز - أيا/ران فوجيميا
- غوكو سايونارا زِتسبو سينسيه - كي إيتوشيكي
- فيت/بروتوتايب - سانكريد فان
- سينت سيا: هادس: المعابد الإثنا عشر - وايفرن رادامانتيس
- سينت سيا: هادس: العالم السفلي - وايفرن رادامانتيس
- سينت سيا: ذا لوست كانفاس - فيرونيكا
- فاير إمبلم: لغز الشعار - نافار
- حروب ساكورا: أزهار الكرز المتألقة الرائعة - يويتشي كاياما
- ساكورا تايسن: نيويورك نيويورك - يويتشي كاياما

### أفلام أنمي
- إيفانجيليون: الموت والبعث - شيغيرو آوبا
- نهاية إيفانجيليون - شيغيرو آوبا
- إيفانجيليون: 1.0 أنت (لست) وحيداً - شيغيرو آوبا
- إيفانجيليون: 2.0 أنت (لا) تستطيع التقدم - شيغيرو آوبا
- إيفانجيليون: 3.0 أنت (لا) تستطيع الإعادة - شيغيرو آوبا
- إيفانجيليون: 3.0+1.0 - شيغيرو آوبا
- إينيشال دي Third Stage - ريوسكي تاكاهاشي
- سنغوكو باسارا: ذا لاست بارتي - ساروتوبي ساسكي
- سلسلة أفلام كود غياس: أكيتو المنفي
  - كود غياس: أكيتو المنفي: الفصل الأول «وصول التنين» - أندريا فارنيزي
  - كود غياس: أكيتو المنفي: الفصل الثاني «انقسام التنين» - أندريا فارنيزي
- باتمان النينجا - غوريلا غرود
- فيوليت إيفرغاردن: الأبدية ودمية الذاكرة الآلية - كلوديا هودجينز
- فيوليت إيفرغاردن: الفيلم - كلوديا هودجينز
- فيت/غراند أوردر: منطقة الطاولة المستديرة كاميلوت: الجزء الأول Wandering; Agateram - أوزيماندياس
- فيت/غراند أوردر: منطقة الطاولة المستديرة كاميلوت: الجزء الثاني Paladin; Agateram - أوزيماندياس
- حروب ساكورا: الفيلم - يويتشي كاياما
- سبريغان - جان جاكموند
- غينتاما ذا فاينل - شينسكي تاكاسوغي

## أدواره في ألعاب الفيديو
- سلسلة ألعاب غيلتي جير
  - غيلتي جير XX - إدي
  - غيلتي جير Xrd - زاتو-1
- كينغدوم هارتس II - سايفر
- ديفل كينغز - تالون
- سنغوكو باسارا: ساموراي هيروز - ساسكي ساروتوبي
- كاثرين - جوني
- تيلز أوف ذي أبيس - جايد كيرتيس
- تيلز أوف ذا وورلد: ريف يونايتيا - جايد كيرتيس
- تيلز أوف زيستيريا - لونار
- كيرورو آر بي جي: الفارس والمحارب والقرصان الأسطوري - الرائد كورورو
- آيدولماستر 2 - تاكاو كوروي
- سينت سيا: ذا هادس - وايفرن رادامانتيس
- جوجوز بيزار أدفنتشر: أول ستار باتل - ديو براندو، ديو
- جوجوز بيزار أدفنتشر: آيز أوف هيفن - ديو براندو، ديو، دييغو براندو، دييغو من العالم المجاور
- فاير إمبلم أويكينينغ - فاليدار، لونكو
- فاير إمبلم فيتس - نايلز
- فاير امبلم إيكوز: شادوز اوف فالنتيا - سيبر
- فاير إمبلم: ثري هاوسيس - سيتيث
- طوكيو ميراج سيشنز شارب إف إي - نافار
- جاي-ستارز فيكتوري فيرسيس - بوبوبو-بو بو-بوبو، نيورو نوغامي
- مايتي نمبر.9 - غراهام
- ون بيس: بيرنينغ بلاد - آوكيجي
- سلسلة ألعاب ساكورا تايسن
  - ساكورا تايسن 2: إياك والموت - يويتشي كاياما
  - ساكورا تايسن 3: هل باريس تحترق - يويتشي كاياما
  - ساكورا تايسن 4: فلتقعن في الحب يا أيتها الفتيات - يويتشي كاياما
  - ساكورا وورز: سو لونغ، ماي لاف - يويتشي كاياما
- نيون جينيسيس إيفانجيليون (سيغا ساترن) - شيغيرو آوبا
- ديمون سلاير: كيميتسو نو يايبا: ذا هينوكامي كرونيكلز - شيطان اليد

## أدواره في الدبلجة اليابانية
- ترانسفورمرز أنيميتد - نينو سكستون/نانوسيك
- آلة الزمن - ألكسندر هارتديغين

## وصلات خارجية
- تاكيهيتو كوياسو على موقع IMDb (الإنجليزية)
- تاكيهيتو كوياسو على موقع ميوزك برينز (الإنجليزية)
- تاكيهيتو كوياسو على موقع أول موفي (الإنجليزية)
- تاكيهيتو كوياسو على موقع أول ميوزيك (الإنجليزية)
- تاكيهيتو كوياسو على موقع ديسكوغز (الإنجليزية)
- تاكيهيتو كوياسو على موقع قاعدة بيانات الفيلم (الإنجليزية)
- تاكيهيتو كوياسو على موقع ANN person (الإنجليزية)

- صفحة IMDb